# (455502) 2003 UZ413
(455502) 2003 UZ413 est un objet transneptunien possédant une magnitude absolue de 4,3. Une résonance orbitale de 2:3 avec Neptune en fait un plutino. Il est probablement assez grand pour être considéré comme une planète naine, mais n'est pour le moment pas reconnu comme tel.
Il a été retrouvé sur des images antérieures à sa découverte remontant jusqu'à 1954.

## Orbite
L'orbite de (455502) 2003 UZ413, est en résonance 2:3 avec Neptune, ce qui veut dire que lorsqu'il fait deux révolutions autour du Soleil, Neptune en fait exactement trois. L'objet tourne sur lui-même très rapidement, en environ 4,1 heures, ce qui fait de lui l'un des objets les plus rapides situés à l'intérieur de la ceinture de Kuiper en termes de rotation, suivant de près Hauméa. Il tourne autour du soleil en 245,47 ans, un peu moins que Pluton.

## Dimensions
Il est peut-être assez gros pour être une planète naine. Son diamètre est incertain, mais on l'estime entre 370 et 820 km,, avec une estimation moyenne de l'ordre de 600 km. Sa magnitude absolue est de 4,4. Son inclinaison est de 12,04°. À la lumière visible, il est de couleur neutre ou légèrement rougeâtre. C'est un plutino.